# Elezioni legislative nel Principato di Monaco del 2018
Le elezioni legislative nel Principato di Monaco del 2018 si sono tenute l'11 febbraio per il rinnovo del Consiglio nazionale. In seguito all'esito elettorale, l'indipendente Serge Telle è stato confermato Ministro di Stato; nel 2020 è stato sostituito da Pierre Dartout, anch'egli indipendente.
La prima forza politica del Paese è stata Priorité Monaco, seguita da Horizon Monaco e da Unione per Monaco.
L'affluenza si è attestata al 70,35%.

## Sistema di voto
Gli elettori, cittadini maggiorenni del Principato, scelgono una lista di partito o diversi candidati da varie liste per i 24 seggi del Consiglio Nazionale. Di questi, 16 candidati vengono eletti secondo un sistema "maggioritario", mentre gli altri otto sono scelti da liste secondo il sistema di rappresentanza proporzionale per i partiti che abbiano almeno il cinque per cento dei voti.

## Risultati
| Liste             | Voti    | %     | Seggi |
| ----------------- | ------- | ----- | ----- |
| Priorité Monaco   | 63 806  | 57,71 | 21    |
| Horizon Monaco    | 28 858  | 26,10 | 2     |
| Unione per Monaco | 17 895  | 16,19 | 1     |
| Totale            | 110 559 | 100   | 24    |